# In Session
Albums de Lisa Stansfield
So Natural
(1993) Lisa Stansfield
(1997)
In Session est une compilation de Lisa Stansfield, sortie le 20 septembre 1996.
L'opus comprend des titres enregistrés par la chanteuse entre 1981 et 1983. On y retrouve ses trois premiers singles : You Alibis (renommé Alibi's), The Only Way et Listen to Your Heart ainsi que leur face B : The Thought Police et Only Love, renommé Only Love (Can Break Your Heart).

## Liste des titres
Tous les titres sont produits par David Pickerill.
| No  | Titre                             | Auteur                            | Durée |
| --- | --------------------------------- | --------------------------------- | ----- |
| 1.  | The Only Way                      | David Pickerill, Paul O'Donoughue | 3:25  |
| 2.  | Bitter Sweet                      | Pickerill, O'Donoughue            | 4:33  |
| 3.  | The Thought Police                | Pickerill, O'Donoughue            | 3:31  |
| 4.  | Walking on Thin Ice               | Pickerill, O'Donoughue            | 3:05  |
| 5.  | Listen to Your Heart              | Pickerill, O'Donoughue            | 3:13  |
| 6.  | Only Love (Can Break Your Heart)  | Pickerill, O'Donoughue            | 3:05  |
| 7.  | More than Love                    | Pickerill, O'Donoughue            | 4:42  |
| 8.  | Don't Stop Me for the Mailman     | Pickerill, O'Donoughue            | 3:02  |
| 9.  | A Boy You Have Known              | Pickerill, O'Donoughue            | 2:56  |
| 10. | Red Lights                        | Pickerill, O'Donoughue            | 3:18  |
| 11. | Make Sure That the Feelin's Right | Pickerill                         | 4:00  |
| 12. | Spinning Top                      | Pickerill, O'Donoughue            | 3:21  |
| 13. | Take Care, Goodnight              | Pickerill, O'Donoughue            | 3:09  |
| 14. | Alibi's                           | Pickerill, O'Donoughue            | 4:08  |